# Ernest Houssay
Pour les articles homonymes, voir Houssay.
L'Abbé Houssay, à l'état-civil Julien-Ernest Houssay (3 mars 1844, Cossé-le-Vivien - 27 septembre 1912, Genève), plus connu sous son pseudonyme d'abbé Julio, est un religieux français qui, après avoir été ordonné prêtre par l'Église catholique romaine en 1867 et avoir rempli plusieurs ministères, s'en est séparé pour rejoindre l'Église néo-gallicane.

## Biographie
Né en 1844 à Cossé-le-Vivien en Mayenne, il s'est fait connaître avec ses activités de guérisseur et de magnétiseur, en utilisant des formules de prières mêlant d'authentiques prières chrétiennes avec des formules gnostiques, théosophiques et spirites.

### Origine
Il est le fils d'un ouvrier du bâtiment. En 1870, il est vicaire du Grand Oisseau. Lorsque la guerre éclate, il se porte volontaire et devient aumônier des Volontaires vendéens du général Henri de Cathelineau. Dans ses mémoires celui-ci insiste sur les éloges concernant la conduite héroïque du « brave Abbé Houssaye ».

### Parcours religieux
Il est nommé vicaire de Juvigné, puis de Javron; mais sa santé est gravement altérée et il doit être admis en hôpital militaire. Il en sort pour devenir vicaire de l'église Saint-Joseph de Paris. Il répand ses idées sociales et son sens religieux en rupture avec son évêque le cardinal Richard. Le 28 février 1885, il est alors nommé par disgrâce à la paroisse Sainte-Marguerite après avoir poursuivi en justice, pour escroquerie, deux protégés laïques de l'évêché. Il fonde alors un journal à tendances gallicanes, La Tribune du clergé, et publie plusieurs livres de combat qui finissent de le discréditer auprès du pouvoir ecclésiastique romain.

### Néo-gallicanisme
En rupture avec Rome depuis 1885, il se rattache à l'Église néo-gallicane de France. En 1888, il collabore au journal L'Ami de l'humanité. De 1888 à 1889, il crée et anime une feuille périodique : La Tribune populaire, organe de la démocratie religieuse et de la défense du clergé.
Ayant fait la paix avec son évêque, celui-ci le nomme curé de Pont-de-Ruan en Touraine où il trouvera un vieux bénédictional où il puisera la matière première de ses futurs livres. C'est dans ce village qu'il développera son charisme de guérisseur, qu'il avait commencé à découvrir au contact de Jean Sempé à Vincennes.
Le 4 décembre 1904, en l'église catholique-chrétienne de Tiengen, il est consacré évêque et chef de l'Église catholique libre de France par Paolo Miraglia, successeur de Joseph-René Vilatte et évêque de l'Église catholique indépendante d'Italie.
Après avoir vécu quelques années à Avully près de Genève, Ernest Houssay s'en rapproche en acquérant en 1910 à Aïre une propriété de deux hectares et demi au bord du Rhône comprenant une maison de maître de seize pièces et des dépendances; il s'y aménage une chapelle.
Il publie la même année son dernier ouvrage L'Empire du mystère, Essai philosophique sur le phénomène du sommeil, Avec explication exotérique des songes (Paris : Chacornac), composé en collaboration avec Gaston Bourgeat dont il fera, avec sa gouvernante Florence Rocher, ses héritiers.
Il consacre en juin 1911 Louis-Marie Giraud fondateur de l'Église catholique indépendante qui deviendra l'Église gallicane, tradition apostolique de Gazinet.
Il publie jusqu'à sa mort la revue L'Étincelle religieuse libérale : Organe de la liberté religieuse et de l'union des Églises qu'il a fondée en 1898.
Sur sa demande, ses obsèques ont été célébrées dans le rite catholique-chrétien par le curé Gustave Gaspard, retraité de la paroisse catholique-chrétienne de Versoix; il a été inhumé au cimetière de Vernier.
Papus fait de cette communauté religieuse l'église officielle du martinisme.

## Guérisseur
L'abbé Julio recommande la prière.
« La prière peut tout, et elle obtient tout. C’est la Parole de Dieu : « Tout ce que vous demanderez en mon nom, vous l’obtiendrez » […]. Si les prêtres voulaient, ils accompliraient de merveilleux prodiges ; mais la plupart ne savent pas beaucoup ou ne veulent plus, et quelques-uns qui voudraient ne l’osent pas […]. Nous, prêtres du Christ, nous avons toute-puissance par le Christ. Sacerdos alter Christus. Nous sommes d’autres Christ ayant même pouvoir de sauver, de pardonner, et guérir. Quand nous agissons en prêtres, ce n’est plus nous qui parlons, c’est Jésus-Christ qui parle par nous et qui est forcé de nous obéir en tout ; entendez bien en tout ! Nous créons à nouveau Jésus-Christ, pour ainsi dire ; nous donnons Dieu à qui nous voulons ; nous pardonnons à qui nous voulons ; nous commandons aux démons qui seront toujours forcés de céder, si nous voulons ; nous commandons aux âmes ; nous avons à notre insu, même sur les plus incrédules, une énorme influence ; nous commandons aux esprits mauvais et aux mauvais esprits, nous commandons à toutes les créatures par la foi et la prière ; et si nous savons notre vouloir, la douleur, la maladie, céderont sous notre vouloir divin. Rien par nous-même, tout au nom de Jésus ! » (préface aux Grands secrets merveilleux).

#### Publications
- Gorin et Cie, société d'exploiteurs, Bruxelles, 1886
- L'Archevêque de Paris et les dames de Carreau, Paris, 1887
- Un forçat du bagne clérical, Paris, 1888
- Passibonqueça : histoire véridique et peu surprenante d'un curé de Paris, Paris 1888. «Manuscrit de l'abbé Le Gallo recueilli par l'abbé Julio»
- Place au travailleur ! Études sociales et photographies d'après nature, Beauvais, 1890. «Par un ouvrier socialiste»
- Biographie de Jean Sempé, magnétiseur mystique, 1889. L'abbé Julio fut son successeur.
- Grands Secrets merveilleux pour aider à la guérison de toutes les maladies physiques et morales (1907), Niclaus, 1949, 670 p. ; Phénix diffusion, 1994. Traduction d'un vieux rituel, Le Bénédictional romain de l'archevêque (de Canterbury) Robert de Jumièges (Benedictionarius Roberti Archiepiscopi, XI° s.).
- Le Livre secret des grands exorcismes et bénédictions, prières antiques, formules occultes, recettes spéciales avec explication et application des signes et pentacles contenus dans « Les Grands secrets merveilleux », « Les Prières liturgiques », « Le Livre des exorcismes' » et  «Les Petits Secrets merveilleux' » (2° éd. 1908), Bussière, 616 p., 30 pentacles en couleurs
- L'Empire du mystère, Essai philosophique sur le phénomène du sommeil, Avec explication exotérique des songes, Paris, 1910. Avec Gaston Bourgeat
- Prières liturgiques. Assistance à la messe. Hymnes en prose pour les fêtes. Calendrier perpétuel et ordre des fêtes pour toutes les circonstances de la vie,a vec notice sur chaque saint, Bussière, 2001. Ce livre contient les vrais formules de la liturgie officielle. Prières rituelles, neuvaines et invocations de saints.
- Prières merveilleuses pour la guérison de toutes les maladies physiques et morales (1896), Lanore, 2009, 204 p.
- Petits Secrets merveilleux pour aider la guérison de toutes les maladies physiques et morales, Niclaus, 1956, 210 p.
- Le Livre secret des grands exorcismes et bénédictions. Prières antiques. Formules occultes. Recettes spéciales, Bussière, 2003

#### Études
- Léonce Fabre des Essarts, L'Abbé Houssay : l'Abbé Julio, Laval, éd. Lelièvre, 1904, 23 p. Reproduit in abbé Julio, Grands secrets merveilleux pour aider à la guérison de toutes les maladies physiques et morales, Niclaus, 1949, 670 p.
- Robert Ambelain, L'Abbé Julio, Sa vie, son œuvre, sa doctrine, La diffusion scientifique, 1962.
- Philippe Kerforne, L'Art de guérir selon l'abbé Julio, Dervy, 1994, 184 p.
- Alexandre de Beauvilliers, Devenez guérisseur avec l'abbé Julio : initiation à la guérison spirituelle, Labussière, 2001.
- Paul Sanda, Haute Magie des pentacles de l'abbé Julio, Trajectoire, 2009.